# Global Reporting Initiative
Die Global Reporting Initiative (GRI) ist ein Anbieter von Richtlinien für die Erstellung von Nachhaltigkeitsberichten von Großunternehmen, kleineren und mittleren Unternehmen (KMU), Regierungen und Nichtregierungsorganisationen.

## Organisation und Zielstellung
GRI versteht sich als ein kontinuierlicher internationaler Dialog, der eine Vielzahl von Anspruchsgruppen einbezieht. Die Grundlage einer Berichterstattung nach GRI ist Transparenz, ihr Ziel eine Standardisierung und Vergleichbarkeit.
Mit dieser Vision und diesem Ziel wurde GRI 1997 von Ceres (früher: Coalition of Environmentally Responsible Economies, aktuell: Investors and Environmentalists for Sustainable Prosperity) in Partnerschaft mit dem Umweltprogramm der Vereinten Nationen gegründet. Die GRI arbeitet weltweit unter aktiver Beteiligung von Firmen, Menschenrechts-, Umwelt-, Arbeits- und staatlichen Organisationen und weiteren Anspruchsgruppen.
Die Standards werden vom Global Sustainability Standards Board publiziert. Das Sekretariat befindet sich seit September 2002 in Amsterdam.

## Rahmen für Nachhaltigkeitsberichterstattung
Die GRI-Richtlinien sollen nachhaltige Entwicklung weltweit unterstützen und gleichzeitig Firmen, Regierungen, Investoren, Arbeitnehmern und einer interessierten Öffentlichkeit vergleichbare Entscheidungs- und Orientierungshilfen bieten. Sie sollen Unternehmen/Organisationen bei der Erstellung von Nachhaltigkeitsberichten mit einem freiwilligen Rahmen für die Berichterstattung unterstützen. Durch die Festschreibung bestimmter Kennzahlen und Indikatoren zu wirtschaftlichen, ökologischen und gesellschaftlichen Aspekten ihrer Tätigkeiten, Produkte und Dienstleistungen wird die Vergleichbarkeit der Berichte erhöht. Sie ergänzen damit das betriebliche bzw. institutionelle Nachhaltigkeitsmanagement und -controlling. Den Mitgliedern des Global Compact der Vereinten Nationen wird mittlerweile empfohlen, einen CSR- oder einen Nachhaltigkeitsbericht vorzulegen, der nach den Richtlinien der GRI verfasst ist.

## Entwicklung der Richtlinien
1999 lag der erste Entwurf der GRI-Richtlinie für Nachhaltigkeitsberichterstattung vor. In einer Erprobungsphase wurde er in 21 Unternehmen (1999–2000) getestet und von zahlreichen weiteren Unternehmen und nicht unternehmensgebundenen Experten kommentiert und fortgeschrieben. Der daraus entstandene Indikatorensatz aus dem Jahr 2002 wurde in einem Stakeholder-Dialog kontinuierlich durch die Standardversionen G2 – G4 weiterentwickelt. Wesentliche Neuerung in GR4, seit 2014, war das Prinzip der Materialität sowie die Abschaffung des „Application Levels“.
Statt einer Version „G5“ folgten im Oktober 2016 die modularisierten GRI Sustainability Reporting Standards. Sie bestehen aus 36 einzelnen Standardmodulen und umfassen insgesamt über 120 Indikatoren, die sowohl das Unternehmen und dessen Leistung als auch den Bericht selbst beschreiben. Teils existieren Übersetzungen der im Original englischen Richtlinie in über 10 Sprachen. Auch wenn es sich um offizielle Übersetzungen handelt, enthält das englische Original verlässlichere Erklärungen und Indikatorenbezeichnungen.
| Indikatorenbereiche der GRI (2016)             | Anzahl der Indikatoren |
| ---------------------------------------------- | ---------------------- |
| Ökonomische Leistungsindikatoren               | 11                     |
| Ökologische Leistungsindikatoren               | 35                     |
| Gesellschaftliche/soziale Leistungsindikatoren | 40                     |

Ab dem 1. Juli 2018 sind die neuen Standards für die Berichterstattung im Rahmen von GRI verpflichtend. Diese neuen Standards sollen die Flexibilität in der Berichtsform und Anwendung verbessern. In Verbindung mit anderen Rahmenwerken für Nachhaltigkeit – wie den Sustainable Developement Goals oder dem Deutschen Nachhaltigkeitskodex (DNK) – soll mehr Raum für Modifikationen und Erweiterungen entstehen. Zusätzlich zu dem allgemeinen Indikatorensatz existieren so genannte Sector Guidances, die auf spezielle Branchen wie Transport & Logistik angepasst sind.

## Abgrenzung zu anderen Nachhaltigkeitsstandards
Einige deutsche KMU nutzen als Einstiegsstandard den Deutschen Nachhaltigkeitskodex. Dieser orientiert sich am GRI, ist aber weniger umfangreich.
Das GHG Protocol ist ein transnationaler Standard des World Resources Institute und des World Business Council for Sustainable Development zur Bilanzierung von Treibhausgasemissionen. Das GRI-Reporting zu Treibhausgasemissionen (GRI Modul 305: Emissions. 2016) basiert auf dem GHG Protocol.